# Атернії (рід)
Атернії — давній патриціанській рід Стародавнього Риму. Найбільшу активність виявляв за часів ранньої Республіки. Гілки цього роду Вар та Вар Фонтінал. Були прихильниками аристократичної групи на чолі з родом Емілієв.

## Відомі Атернії
Авл Атерній Вар Фонтінал, консул 454 році до н. е., автор закону про розмір грошових штрафів, єдиний патрицій, який став народним трибуном у 448 році до н. е., не залишаючи патриціанського звання.